# ارساری
ارساری (ترکمنی: Ärsary) یکی از ایل‌های بزرگ ترکمن در آسیای میانه و یکی از پنج ایل بزرگ ترکمنستان است. آن‌ها بیشتر در ترکمنستان، افغانستان و پاکستان می‌زیند.

## جمعیت
جمعیت ارساری‌ها حدود ۲٫۱ میلیون نفر است که ۱,۱ میلیون از آن‌ها در ترکمنستان و ۱ میلیون نفر در افغانستان زندگی می‌کنند.